# Grable

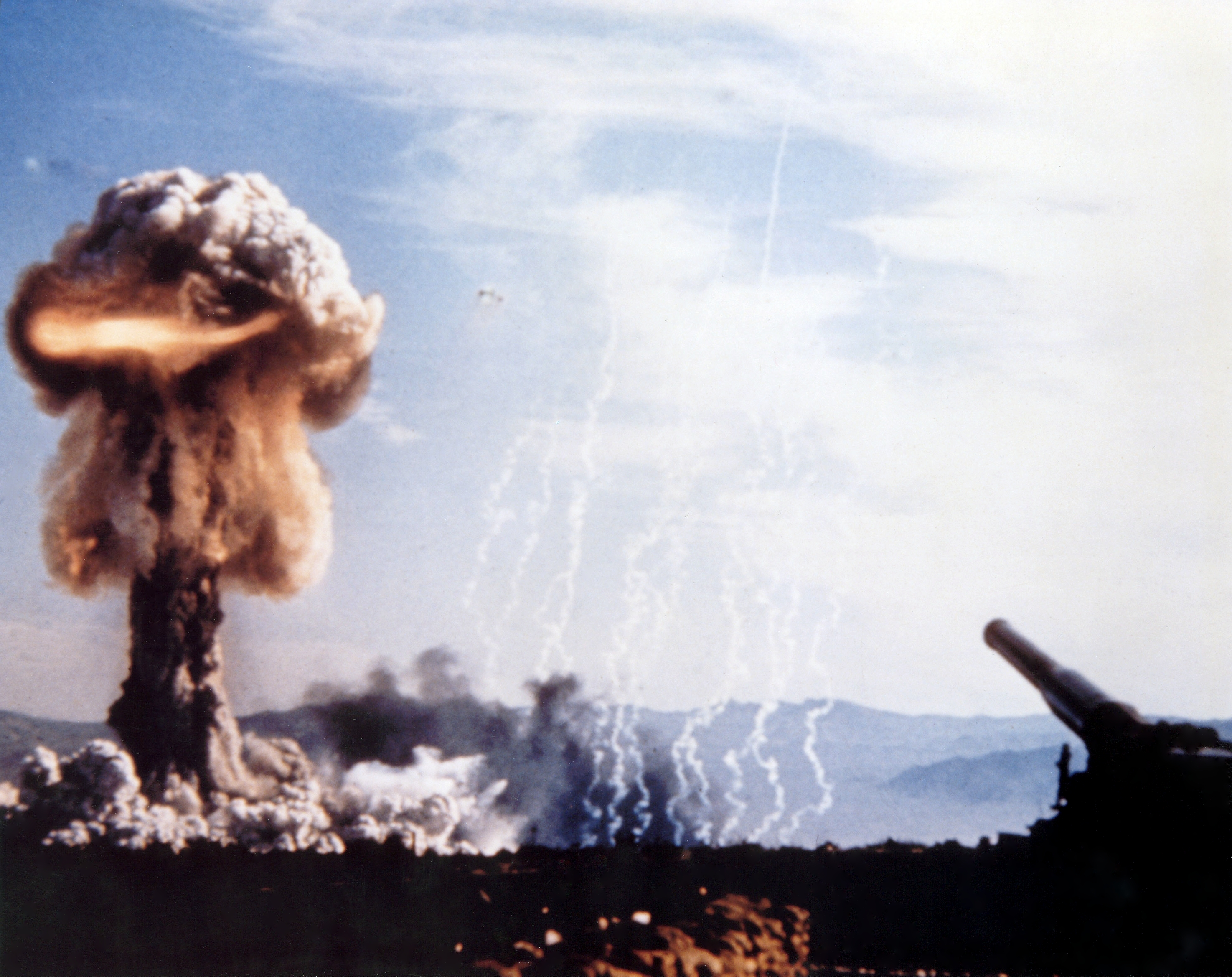
A nuvem de cogumelo da ogiva poucos segundos após ser lançada de um canhão atômico M65

Grable foi um teste nuclear conduzido pelos Estados Unidos da América em 25 de maio de 1953 as 8:30 da manhã, na área de testes nucleares de Nevada, o codinome Grable foi escolhido porque a letra fonética de Grable, é o G, que significa arma, porque a ogiva era uma arma do tipo pistola de fissão, e foi a uma das únicas armas desse tipo (a outra mais conhecida  foi a Little Boy arma lançada contra a cidade japonesa de Hiroshima).
Foi o único teste nuclear da arma de artilharia W9.
Ela tinha diâmetro de 280 mm, um comprimento de 1380 mm e pesava 365 quilogramas(muito leve para uma arma nuclear), o que possibilitou que ela foi lançada por um canhão com uma velocidade inicial de 625 metros por segundo, sendo a velocidade do som 334 metros por segundo.
Foi detonado no ar a uma altitude de 190 metros de altura e gerou 15 quilotons, o mesmo rendimento da Little Boy.
Um fato curioso foi a formação de dois cogumelos durante sua explosão, por causa da baixa altitude, o impacto da bomba no chão voltou e empurrou as cinzas nucleares para cima fazendo o segundo cogumelo.